# John DiMaggio
 Ikke at forveksle med Joe DiMaggio.
John William DiMaggio (født 4. september 1968) er en amerikansk dubber, skuespiller og komiker. Han er mest kendt for at lægge stemme til Bender i Futurama og Jake the Dog i Eventyrtid. Han lægger blandt andet også stemme til Dr. Drakken i Kim Possible.

## Hædersbevisninger
DiMaggio modtog en Annie Award i 2001 for stemmen som Bender i Futuramas sjette afsnit i tredje sæson; Bendless Love.